# European Society of Anaesthesiology
De European Society of Anaesthesiology is de Europese wetenschappelijke vereniging van anesthesiologen. 

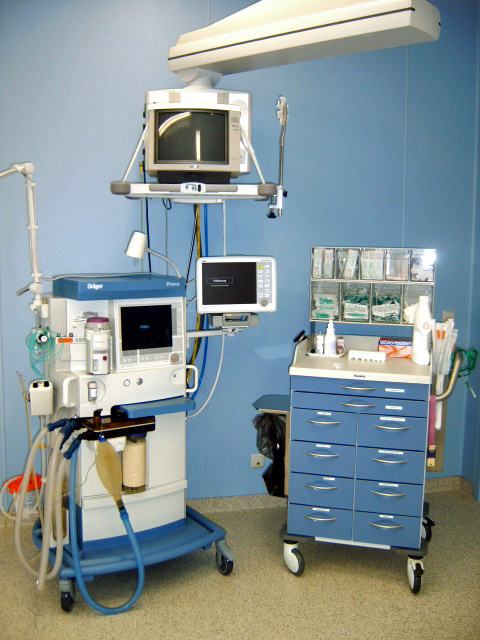

## Anesthesiologie
Anesthesiologen houden zich bezig met narcose, pijnbestrijding en bewaking van de patiënt rond een medische ingreep. Verder zijn anesthesiologen betrokken bij  pijnbestrijding en bij acute, intensieve en trauma zorg.

## Vereniging
De Europese vereniging, de European Society of Anaesthesiology is in 2005 ontstaan door het samengaan van drie vroeger bestaande Europese verenigingen van anesthesisten, namelijk: de European Academy of Anaesthesiology (EAA), de European Society of Anaesthesiologists (ESA) en de Confederation of European National Societies of Anaesthesiologists (CENSA). In 2008 werd ook de Federation of European Education in Anaesthesiology (FEEA)ondergabracht onder de European Society of Anaesthesiology.
De vereniging telt zowel individuele leden als nationale Europese verenigingen van anesthesisten.

## Activiteiten
De vereniging geeft een wetenschappelijk tijdschrift uit, de European Journal of Anaesthesiology. Dit tijdschrift is geïndexeerd door Medline.
Verder houdt ze zich bezig met het organiseren van congressen en het opstellen van richtlijnen.